# Robert Lazurick
Robert Lazurick, né Maurice Lazurick le 3 avril 1895 à Pantin (Seine) et mort accidentellement le 18 avril 1968 à Paris 13e, est un avocat, homme politique et journaliste français.

## Biographie
Il s'engage tôt dans les Jeunesses Socialistes puis participe à la guerre de 1914-1918. Il devient par la suite avocat à Paris, formé à ses débuts par Henry Torrès. Il défend notamment Louis Lecoin lors de l'affaire du congrès de l'American Legion (regroupant les anciens combattants américains de 14-18).
Au congrès de Tours, il est dans la majorité communiste dont il s'écarte trois ans plus tard pour revenir à la SFIO, en même temps que Frossard qui le fera entrer dans la franc-maçonnerie en 1927. Candidat malheureux aux législatives, à Paris, en 1924, il devient alors un proche collaborateur de Pierre Laval, qu'il avait connu avant la guerre : il est notamment membre de son cabinet ministériel en 1925.
Cette année-là, il tente de conquérir la mairie du Raincy, mais fait l'objet d'une violente campagne antisémite, à la fois de la part de la droite et des communistes. Bien que la liste qu'il mène arrive en tête, il n'est lui-même pas élu, et c'est Jules Parmentier qui devient maire.
Il se consacre alors au journalisme et à sa carrière d'avocat, avant de militer activement dans le Cher. Candidat malheureux aux législatives de 1932 dans ce département, il devient secrétaire de la fédération socialiste en 1933, au moment où celle-ci est affaiblie par la scission des "néos". Elu, en 1935, maire de Saint-Amand-Montrond, il emporte difficilement l'investiture socialiste pour les élections de l'année suivante, mais est élu député, battant le sortant radical Charles Bédu.
Bien que partisan jusqu'au bout des accords de Munich, il s'oppose en 1940 à toute négociation d'un armistice avec l'Allemagne et fait partie des parlementaires embarqués sur le Massilia pour continuer la lutte en Afrique du Nord. Avant de s'embarquer, il déclare à Pierre Laval : « Le rôle que vous jouez est abominable. Si, comme vous l’assurez, l’Allemagne ayant écrasé l’Angleterre est victorieuse, il se trouvera en France, des patriotes pour vous faire payer votre contribution au triomphe des nazis. ».
Lazurick est révoqué de ses fonctions électorales le 2 août 1940 (Le Figaro, août 1940). Pendant la guerre, juif, il est obligé de se cacher, notamment chez Albert Rivière. Il publie cependant plusieurs numéros clandestins d'un journal résistant, sous le titre L'Aurore (journal de Clemenceau). Le choix éditorial (rassemblement des résistants républicains plutôt que socialiste), lui est reproché par Daniel Mayer, qui soutiendra son exclusion du parti, en 1944 par Gaston Defferre. Lazurick est rapidement réintégré avant de le quitter, sans avoir réellement milité, en 1946.
Il fonde à la Libération le quotidien L'Aurore, dont il est le directeur jusqu'à sa mort en 1968. Sa femme Francine, née Bonitzer, lui succède à la tête du journal à la suite de son décès lors d'un accident d'automobile, rue de Richelieu, à Paris.
Jules Romains, qui fut un éminent collaborateur de L'Aurore, lui a consacré un chapitre dans son livre Amitiés et rencontres. Il est cité dans la liste du Who's Who des 8000 Français qui ont marqué le XXe siècle.
Il meurt le 3 avril 1968 à la suite d'un accident de la circulation.
Ses obsèques ont lieu au cimetière du Père-Lachaise en présence de 300 personnes, dont Gaston Monnerville, président du Sénat, Georges Gorse, ministre de l'information, Walter Etan, ambassadeur d'Israël, Jules Romains, Jean Mistler, Henri Jeanson, Édouard Frédéric-Dupont, Édouard Bonnefous et Georges Bonnet, son éloge funèbre est prononcé par Meyer Jaïs, grand rabbin de Paris.